# Moord op Brian Thompson
Bij de moord op Brian Thompson werd de 50-jarige topman van de zorgverzekeraar UnitedHealthcare doodgeschoten op 4 december 2024 in New York. Enkele dagen later werd Luigi Mangione gearresteerd als verdachte en aangeklaagd voor onder andere moord en terrorisme. De verdachte kreeg op sociale media opvallend veel steun, waarschijnlijk door de frustratie die veel Amerikanen ervaren met hun zorgverzekeringsstelsel.

## Achtergrond
De 50-jarige Brian Thompson was sinds 2004 werkzaam bij, en sinds april 2021 de topman van UnitedHealthcare, een van de grootste verzekeraars en voor een groot deel verantwoordelijk voor de jaarlijkse zorgverzekering Medicare. UnitedHealthcare werd door patiënten en politici bekritiseerd vanwege vele afwijzingen van verzekeringsclaims. Zo werd de verzekeraar in 2023 aangeklaagd door twee families van overleden patiënten voor gebruik van voorspellingsalgoritmen om verzoeken tot langere opname te kunnen weigeren. Thompsons vrouw vertelde na de moord dat Thompson al meerdere keren online bedreigd was.

## Verloop
De schutter kwam op 24 november 2024 met de bus aan in New York. Volgens onderzoekers verbleef de schutter voorafgaand aan de moord in een hostel met twee andere mannen en kocht hij een flesje water en twee energierepen bij een Starbucks. De moord vond plaats rond 06:45 uur lokale tijd bij het Hilton Hotel in Manhattan. Thompson was daar om te speken op een conferentie van beleggers van UnitedHealth Group, het moederbedrijf van UnitedHealthcare. De schutter wachtte hem minutenlang op en loste vervolgens drie schoten met een pistool met een knaldemper. Thompson werd vanaf enkele meters geraakt in zijn rug en in een been. Hij werd vervolgens zwaargewond afgevoerd naar het ziekenhuis, waar hij niet meer gereanimeerd kon worden en overleed aan zijn verwondingen. De schutter vluchtte vervolgens te voet, voordat hij fietste naar Central Park en waarschijnlijk per taxi en bus de stad verliet. Rond 09:00 uur werd de beleggersbijeenkomst afgeblazen wegens een dringend medisch noodgeval.

## Onderzoek

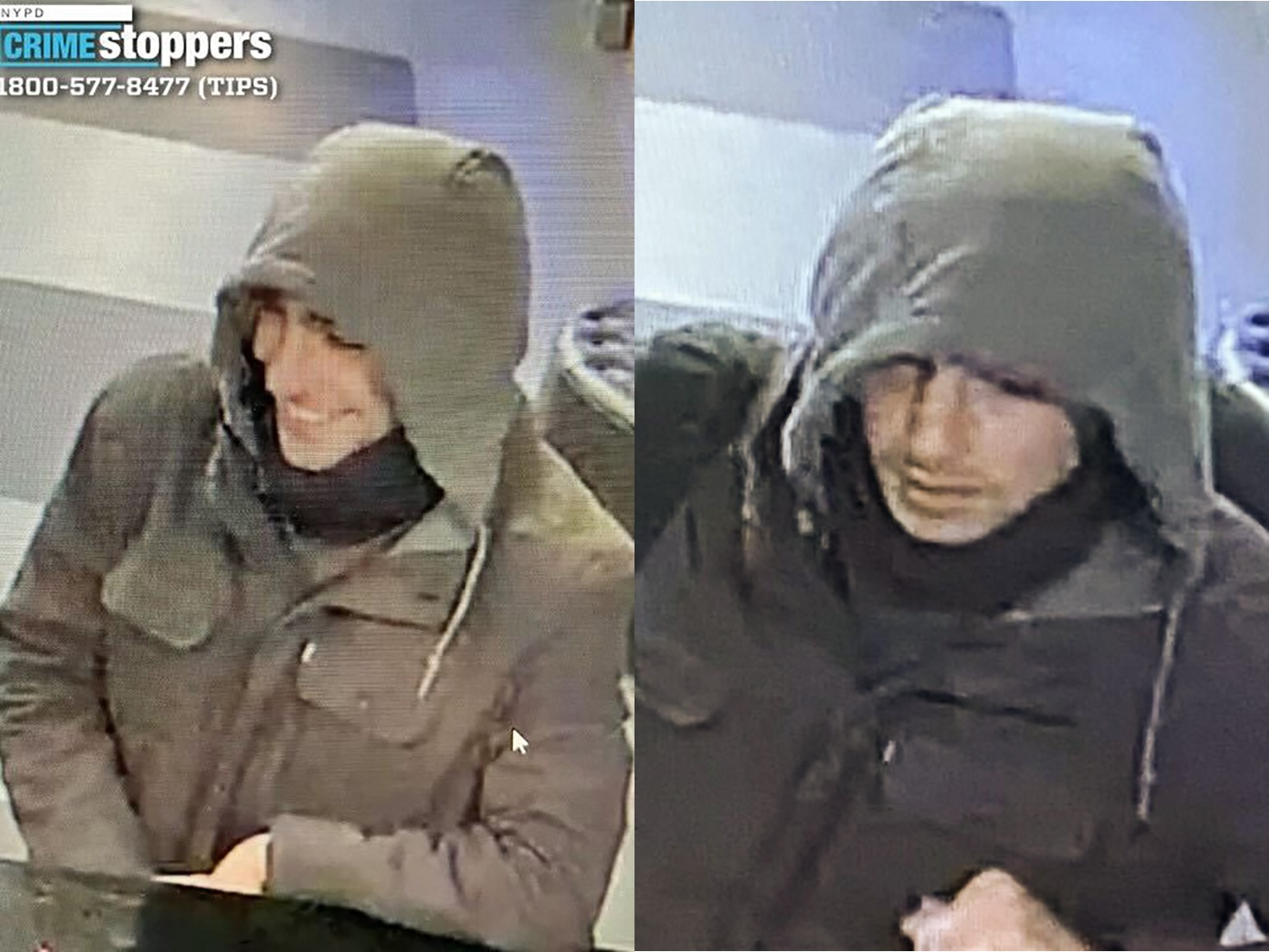
Beelden van de schutter via cameratoezicht

De politie zei snel na de moord uit te gaan van een geplande en goed voorbereide aanslag door een ervaren schutter. Rechercheurs hebben op de kogelhulzen de woorden delay (vertraag), deny (wijs af) en depose (verwerp) gelezen, vermoedelijk verwijzend naar de behandeling van claims door de zorgverzekeraar. De politie zocht naar de schutter met helikopters, drones en honden, onderzocht beelden van beveiligingscamera's in het centrum van New York en deelde foto's van de verdachte. De politie loofde een tip van 10.000 dollar uit voor bruikbare informatie van de verdachte en vervolgens maximaal 50.000 dollar voor een gouden tip die zou leiden tot arrestatie van de schutter. Binnen twee dagen werd een rugzak, met daarin een jas en Monopolygeld, en op een weggegooid waterflesje vingerafdrukken en DNA-bewijs van de schutter gevonden.

### Verdachte
Op 9 december 2024 werd de 26-jarige Luigi Mangione in het onderzoek opgepakt in een filiaal van McDonald's in Altoona, Pennsylvania, waar een medewerker hem had herkend van opsporingsfoto's. Mangione had meerdere valse identiteitsbewijzen, waarvan hij er een had gebruikt bij het inchecken in een hostel in New York, en droeg ook een wapen met zich mee die in elkaar te zetten is met een 3D-printer. Bovendien had hij een manifest bij zich. Daarin bood hij zijn excuses aan voor mogelijk veroorzaakte ophef of leed, verklaarde hij in zijn eentje te hebben gehandeld en verweet hij zorgverzekeraars, bestempeld als "parasieten", winst belangrijker te vinden dan goede zorg. Mangione werd geboren in Maryland, heeft gewoond in het westen van de Verenigde Staten en op Hawaï en werd door anderen beschreven als intelligent en sociaal. De politie vermoedde dat hij geïnspireerd raakte door Ted Kaczynski. Volgens Mangione's vrienden en berichten op sociale media werd Mangione's leven beïnvloed door chronische rugpijn, maar volgens een woordvoerder van de UnitedHealth Group had Mangione geen zorgverzekering bij het bedrijf.

## Rechtszaak
Mangione werd na zijn arrestatie aangeklaagd voor moord, wapenbezit en vervalsing. Hij werd voorgeleid in een rechtbank in Pennsylvania, waarbij hij zijn bewakers tegenwerkte en schreeuwde naar omstanders en journalisten. De New Yorkse politie vroeg om zijn uitlevering, maar Mangione verzette zich daartegen en ontkende de beschuldigingen. Mangione werd vervolgens vastgehouden zonder borgtocht in Pennsylvania. Op 17 december 2024 werden bij een rechtbank in New York nog elf aanklachten tegen hem ingediend, waaronder voor terrorisme. Op 19 december 2024 stemde Mangione alsnog in om uitgeleverd te worden, waarna hij onder zware begeleiding werd begeleid naar New York, waar hij aankwam onder toezicht van burgemeester Eric Adams. Bij een federale rechtbank in New York werden nog twee aanklachten voor stalking, één voor moord en één voor overtreding van wapenwetten ingediend tegen Mangione. Die aanklachten waren federaal, omdat Mangione in aanloop naar de moord meerdere staten bezocht zou hebben. Aanklager Joel Seidemann benadrukte de grote hoeveelheid bewijs bij de zaak. Bij een hoorzitting op 23 december 2024 ontkende Mangione alle aanklachten. Pam Bondi pleitte als de minister van Justitie op 1 april 2025 voor de doodstraf voor Mangione.

## Reacties

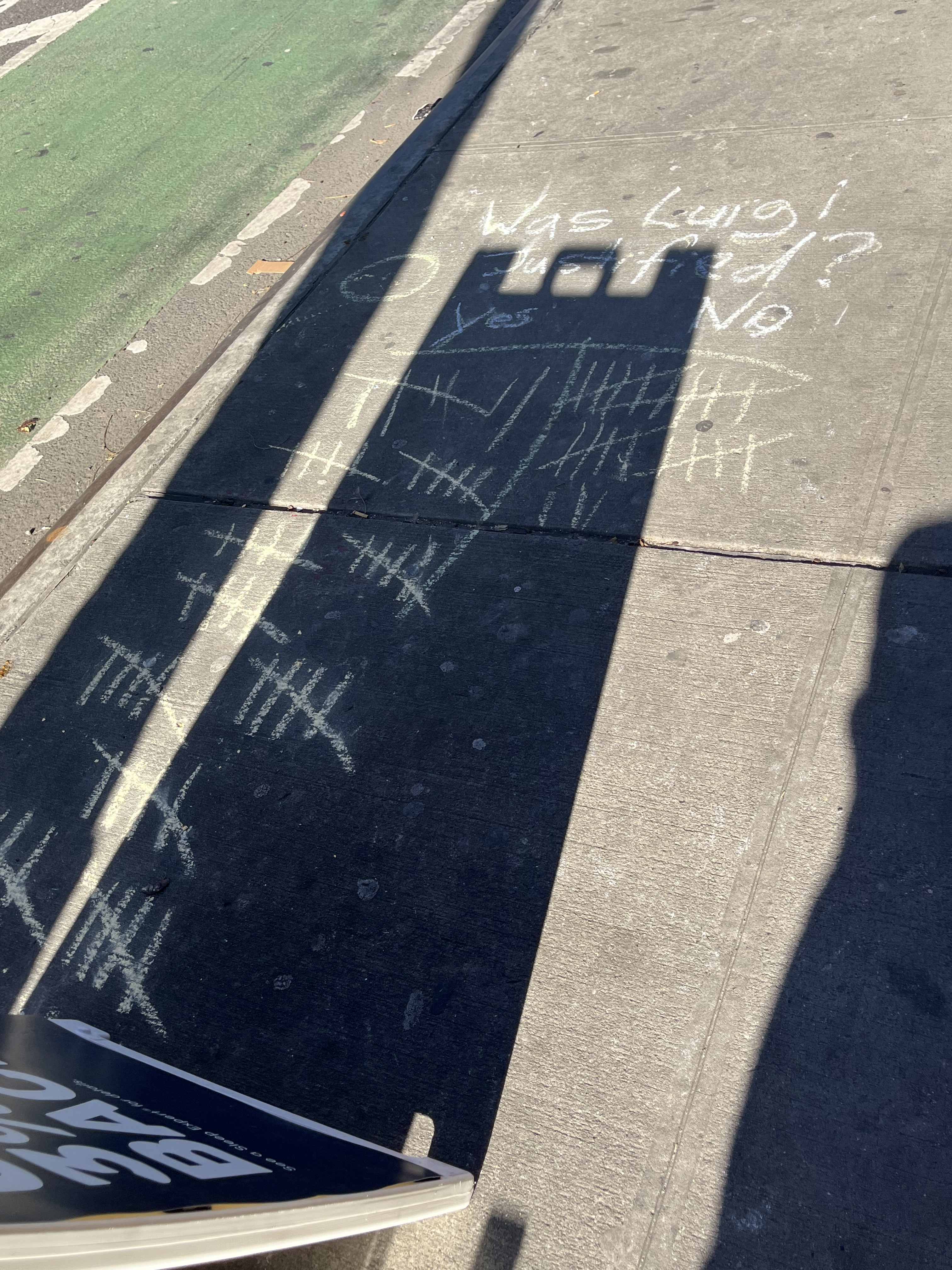
Peiling op straat waarbij een meerderheid heeft aangegeven de moord gerechtvaardigd te vinden

UnitedHealthcare zei op de dag van de moord geschokt te zijn door Thompsons dood. Andere verzekeraars zetten na de moord extra in op hun beveiliging en verwijderden foto's van hun bestuurders van het internet. Na de moorden deelden zo'n tienduizenden andere Amerikanen hun slechte ervaringen met UnitedHealthcare. Mangione kreeg opvallend veel steun op sociale media en in New York werden lookalike-wedstrijden van hem gehouden. Daarop besloot UnitedHealth Group de reacties op de mededeling van Thompsons dood op Facebook en LinkedIn uit te zetten. Inzamelingsacties voor Mangione op GoFundMe werden door de website offline gehaald, maar bij een actie werden door duizenden mensen ongeveer 400.000 dollar opgehaald voor de advocatenkosten van Mangione. De steun voor Mangione werd verklaard door een anti-elitaire houding en onvrede richting zorgverzekeraars, waarbij Mangione een cultstatus kreeg en als knap en aantrekkelijk werd beschreven. Ondertussen riepen autoriteiten het Amerikaanse publiek op om de moord te verwerpen. Zo zei Josh Shapiro, gouverneur van Pennsylvania, dat niet Mangione, maar de man die de schutter herkende in Altoona een held was en werd de moord veroordeeld door de Amerikaanse president Joe Biden. Het McDonald's-filiaal waar Mangione werd gearresteerd kreeg korte tijd na de arrestatie veel negatieve online beoordelingen, waarna die recensies werden verwijderd door Google.